# Перуански рибояд
Перуанският рибояд (Sula variegata) е вид птица от семейство Sulidae.

## Разпространение и местообитание
Разпространен е в Еквадор, Колумбия, Перу и Чили.